# Nikola Vasic
Nikola Vasic, född 4 oktober 1991, är en svensk fotbollsspelare som spelar för Hammarby IF i Allsvenskan. Han har tidigare spelat för Enskede IK, Huddinge IF, Akropolis IF, Reggina 1914, Vasalunds IF och IF Brommapojkarna. Han spelar som anfallare för Hammarby IF sedan Augusti 2025.